# Bryan Litson
Bryan Litson (* im 20. Jahrhundert) ist ein US-amerikanischer Filmtechniker für visuelle Effekte und Spezialeffekte. Für und mit dem Actionfilm Top Gun: Maverick war Litson in der Kategorie „Beste visuelle Effekte“ bei der im März 2023 stattfindenden Oscarverleihung für einen Oscar nominiert.

## Berufliches
Über Litsons Schul- und Ausbildung sowie genaue Lebensdaten liegen keine Erkenntnisse vor. Bei Ridley Scotts Monumentalfilm Königreich der Himmel trat er 2005 erstmals in Erscheinung. Er war als Matchmove-Techniker am Set. Bei Matchmoving handelt es sich um eine Technik, die es ermöglicht, virtuelle Objekte in bewegte Aufnahmen einzusetzen. Der Film erzählt die Geschichte des jungen Schmiedes Balian, verkörpert von Orlando Bloom, und basiert frei auf der Lebensgeschichte des historischen Balian von Ibelin. An Zack Snyders Science-Fiction-Film Watchmen – Die Wächter von 2009, die auf den gleichnamigen Comicroman des Autors Alan Moore und des Zeichners Dave Gibbons zurückgeht, wirkte Litson als Leiter der Lichttechnik mit. Der Film spielt im Jahr 1985, nachdem die USA den Vietnamkrieg gewonnen haben und Richard Nixon seine dritte Amtszeit als Präsident angetreten hat. Es scheint, als sei ein Atomkrieg mit der UdSSR nur noch schwer abwendbar. Der Mord an einem der Superhelden deckt etwas auf, das den Lauf der Geschichte, wie wir ihn kennen, vollständig verändern könnte. Der im selben Jahr veröffentlichte Science-Fiction-Film District 9 von Neill Blomkamp setzt sich mit den Problemen einer außerirdischen Rasse auseinander, die gezwungen ist, unter slumähnlichen Bedingungen auf der Erde zu leben, was in Gewalt mündet. Litson war für den Film als Lichtkünstler und Ideengeber tätig.
Für Clint Eastwoods Literaturverfilmung Sully über Chesley „Sully“ Sullenberger mit Tom Hanks in der Titelrolle, war Litson für die Erstellung der visuellen Effekte sowie deren Durchführung und Umsetzung verantwortlich. Dem Film liegt die von Sullenberger durchgeführte erfolgreiche Notwasserung mit einem Airbus A320 auf dem Hudson River zugrunde. Litson konnte für diese Arbeit zwei Nominierungen für Auszeichnungen verbuchen.
Inzwischen hat Litson an mehr als vierzig – teils weltweit bekannten – Filmen mitgewirkt, wobei seine Arbeit für den Actionfilm Top Gun: Maverick von Joseph Kosinski aus dem Jahr 2022 mit Tom Cruise in der Hauptrolle besonders hervorzuheben ist, für die er für 19 Auszeichnungen nominiert wurde, wobei die für den Oscar noch aussteht. 

## Filmografie (Auswahl)
- 2005: Königreich der Himmel (Kingdom of Heaven)
- 2005: Batman Begins
- 2005: Charlie und die Schokoladenfabrik (Charlie and the Chocolate Factory)
- 2005: Wallace & Gromit – Auf der Jagd nach dem Riesenkaninchen (Wallace & Gromit: The Curse of the Were-Rabbit)
- 2005: Corpse Bride – Hochzeit mit einer Leiche (Tim Burton’s Corps Bride)
- 2005: Harry Potter und der Feuerkelch (Harry Potter and the Goblet of Fire)
- 2006: Poseidon
- 2006: Der Fluch der goldenen Blume (满城尽带黄金甲 Transkription Mǎn chéng jìn dài huángjīnjiǎ)
- 2007: Sunshine
- 2008: 10.000 B.C.
- 2008: Die Chroniken von Narnia: Prinz Kaspian von Narnia (The Chronicles of Narnia: Prince Caspian)
- 2009: Watchmen – Die Wächter
- 2009: District 9
- 2009: Surrogates – Mein zweites Ich
- 2010: Percy Jackson – Diebe im Olymp (Percy Jackson & the Olympians: The Lightning Thief)
- 2011: Sucker Punch
- 2011: Thor – Der Allmächtige (Almighty Thor)
- 2011: Transformers 3: Die dunkle Seite des Mondes (Transformers: Dark of the Moon)
- 2011: Sherlock Holmes – Spiel im Schatten (Sherlock Holmes: A Game of Shadows)
- 2013: Jack and the Giants (Jack the Giant Slayer)
- 2013: Man of Steel
- 2013: Lone Ranger
- 2013: Elysium
- 2013: Das erstaunliche Leben des Walter Mitty (The Secret Life of Walter Mitty)
- 2014: 300: Rise of an Empire
- 2014: The Amazing Spider-Man 2: Rise of Electro (The Amazing Spider-Man 2)
- 2014: Game of Thrones – Das Lied von Eis und Feuer (Fernsehserie, Staffel 4/Episode 9 The Wachters on the Wall)
- 2014: Seventh Son
- 2015: Fifty Shades of Grey
- 2015: Fast & Furious 7 (Furious 7)
- 2015: James Bond 007: Spectre (Spectre)
- 2016: Sully
- 2017: Fifty Shades of Grey – Gefährliche Liebe (Fifty Shades Darker)
- 2017: Die Mumie (The Mummy)
- 2017: Der Dunkle Turm (The Dark Tower)
- 2018: Skyscraper
- 2019: Pokémon: Meisterdetektiv Pikachu (Pokémon Detective Pikachu)
- 2019: Maleficent: Mächte der Finsternis (Maleficent: Mistress of Evil)
- 2020: The New Mutants (13. und letzter Film in der X-Men-Filmreihe)
- 2022: Top Gun: Maverick

## Auszeichnungen (Auswahl)
Zwei Nominierungen erfolgten für den Historienfilm Sully
- 2017: Satellite Awards (gemeinsam mit Michael Owens, Mark Curtis und Jan Bubberke)
- 2017: Visual Effects Society Awards VES Award (gemeinsam mit Michael Owens, Tyler Kehl, Mark Curtis und Steve Riley)

19 Nominierungen erfolgten für den Actionfilm Top Gun: Maverick (gemeinsam mit Ryan Tudhope, Scott R. Fisher und Seth Hill)  
- 2022: St. Louis Film Critics Association SLFCA Award
- 2023: Visual Effects Society Awards
- 2023: Seattle Film Critics Society SFCS Award
- 2023: Satellite Awards
- 2023: Portland Critics Association Awards PCA Award
- 2023: Online Film Critics Society Awards OFCS Award
- 2023: North Dakota Film Society NDFS Award
- 2023: North Carolina Film Critics Association NCFCA Award
- 2023: Latino Entertainment Journalists Association Film Awards LEJA Award
- 2023: International Online Cinema Awards (INOCA) sowie 2022 für den Halfway Award
- 2023: Houston Film Critics Society Awards HFCS Award
- 2023: Hollywood Critics Association Creative Arts Awards HCA Award
- 2023: Hawaii Film Critics Society HFCS Award
- 2023: Gold Derby Awards Gold Derby Film Award
- 2023: Denver Film Critics Society DFCS Award
- 2023: Chicago Indie Critics Awards (CIC) Windie Award
- 2023: BAFTA Awards BAFTA Film Award
- 2023: Academy Awards Oscar